# Linia kolejowa nr 823
Linia kolejowa 823 – pierwszorzędna, jednotorowa, zelektryfikowana linia kolejowa, łącząca rejon PFD stacji Poznań Franowo i posterunek odgałęźny Stary Młyn.
Linia wraz z linią kolejową Pokrzywno – Poznań Franowo PFD oraz linią kolejową Poznań Franowo PFD – Nowa Wieś Poznańska stanowią jedyne linie kolejowe, których początkiem lub końcem jest tzw. styk, który znajduje się w miejscu skrzyżowania toru łączącego rozjazdy 514 i 517 z torem łączącym rozjazdy 515 i 516 na stacji Poznań Franowo. W przypadku pozostałych linii są to rozjazdy, kozły oporowe, granice państwa lub granice obszaru PKP Polskich Linii Kolejowych.